# 23989 Farpoint
23989 Farpoint este un asteroid din centura principală de asteroizi.

## Descriere
23989 Farpoint este un asteroid din centura principală de asteroizi. A fost descoperit pe 3 septembrie 1999 la Eskridge de Gary Hug și Graham E. Bell. Asteroidul prezintă o orbită caracterizată de o semiaxă mare de 2,62 ua, o excentricitate de 0,19 și o înclinație de 14,6° în raport cu ecliptica.